# Монорельс Джэксонвилла

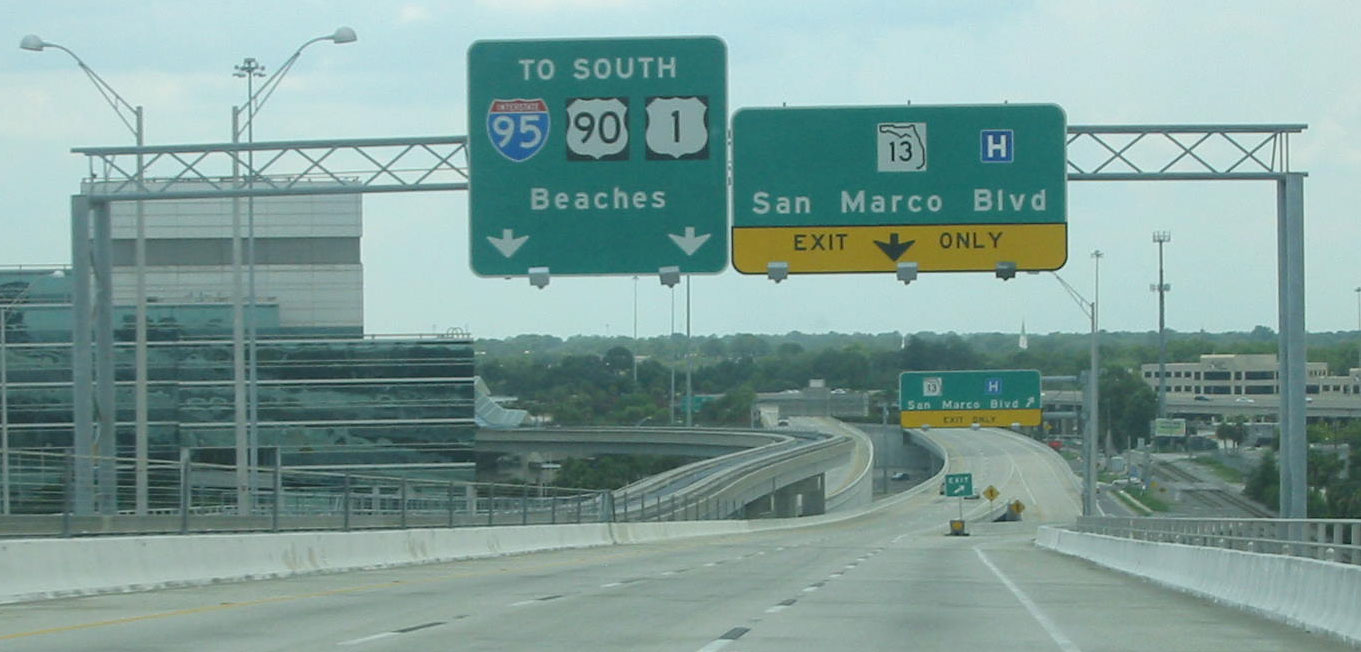
Вид с южной части моста Экоста, эстакада монорельса посередине.

Монорельс Джэксонвилла (англ. Jacksonville Skyway) — транспортная система в городе Джэксонвилл, штат Флорида. Построена в 1990-х годах. Эксплуатируется Транспортным предприятием Джэксонвилла. Длина трассы составляет 4 километра и соединяет две части центральной части Джексонвилла, которые разделены рекой Сент-Джонс. Каждый поезд может иметь от 2 до 6 вагонов. Поезда развивают скорость до 56 км/ч и пересекают Сент-Джонс через мост Экоста.

## История
Идея нового общественного транспорта в Джэксонвилле датируется по меньшей мере с доклада 1971 года для градостроительного комитета Джэксонвилла. Работы начались с традиционного рельсового транспорта в конце 1980-х, но были прерваны, когда монорельс был открыт.
Первоочередная часть открылась 15 декабря 1997 года; вторая часть, включая пересечение реки, 30 октября 1998 года; и третья часть 1 ноября 2000 года.
Монорельс был проектом мэра Эда Остина. Он полагал, что такая система должна оживить центр Джэксонвилла, который испытывал экономические проблемы на протяжении двух десятилетий.

## Критика
Монорельс — одна из самых спорных тем в Джэксонвилле. Множество критиков утверждают, что он идет «из ниоткуда в никуда».
Согласно данным Транспортного предприятия Джэксонвилла за 2002 год, в среднем в будний день пассажиропоток составлял 2 871 человек, что на 5 % больше чем за предыдущий год. Целью предприятия является достижение к 2005 году пассажиропотока в 5000 человек в день.
Это может быть объяснено тем, что монорельс был аферой, чтобы заработать большое количество денег через налоги, связанные с проектом и выплатами от подрядчиков, особенно в свете того, что неизвестное число миллионов было потрачено на строительство нескольких километров пути.

## Список станций
Все маршруты:
- FCCJ (Florida Community College at Jacksonville)
- Hemming Plaza
- Central

Маршрут до Convention Center
- Jefferson
- Convention Center

Маршрут до Kings Avenue:
- San Marco
- Riverplace
- Kings Avenue

Закрытые для пассажиров станции
- Broad Street